# Enfrentamientos de Becerril de Campos y Palacios de Meneses
Los enfrentamientos de Becerril de Campos y Palacios de Meneses fueron una serie de escaramuzas de la Guerra de las Comunidades de Castilla que tuvieron lugar en ambas localidades terracampinas entre el 15 y el 18 de abril de 1521. En ellas se enfrentaron las tropas realistas dirigidas por Iñigo Fernández de Velasco, condestable y virrey de Castilla, y las comuneras, a cuyo frente se encontraba Juan de Figueroa. Ambas contiendas fueron ganadas por el bando leal y constituyeron el preludio de la decisiva victoria obtenida pocos días después en Villalar.

## Entrada en Castrojeriz y Torquemada
El 8 de abril de 1521 el condestable de Castilla Iñigo Fernández de Velasco abandonó Burgos y marchó hacia el sur al frente de un ejército compuesto por 3.000 infantes, 600 lanzas, dos cañones, dos culebrinas y cinco piezas ligeras de artillería. Dos días más tarde entró en Castrojeriz y conminó a los pueblos cercanos a «rescatar» su rebeldía mediante la entrega de 300 ducados y de todas las armas que estuviesen en su poder. Torquemada hizo caso omiso al requerimiento, por lo que el 13 de abril el condestable irrumpió en la villa e impuso a los vecinos una contribución de 1000 ducados, aunque luego se la redujo a la mitad por estar algo empobrecidos.
Mientras tanto Palencia, preocupada por el rumbo que tomaban los acontecimientos, lanzó una angustiosa llamada a la Santa Junta: el ejército realista no distaba más que tres leguas de la ciudad. Al día siguiente llegó a solicitar en la comarca la presencia del mismísimo Juan de Padilla. Por esos días, sin embargo, el capitán toledano se hallaba acuartelado en Torrelobatón sin decidirse a emprender una nueva ofensiva.

## Toma de Becerril de Campos
El 14 de abril el capitán general de Palencia, Juan de Figueroa, junto con Juan de Luna y Antonio de San Roman, partió con sus tropas a Becerril de Campos. El condestable, por su parte, se presentó ante la villa al día siguiente e instaló su campamento sobre el campo de Mazariegos. Cuando la localidad comunicó su negativa a colaborar con la provisión de bastimentos al ejército, Velasco ordenó iniciar el ataque con la artillería. Tres horas duró el combate, durante el cual la villa fue saqueada a tal punto que el 6 de mayo de 1521 los virreyes castellanos decidieron amnistiarla completamente. Los capitanes Juan de Figueroa y Juan de Luna quedaron prisioneros dentro de la iglesia en la que habían buscado asilo, y similar suerte corrió el palentino Antonio de San Román. El cronista Prudencio de Sandoval apunta que a raíz de este enfrentamiento se volvió popular un canto que decía:

Becerril de Campos, madre, no quiere ser del Condestable.

Los ruidos de los disparos artilleros motivaron a Palencia a enviar 1000 hombres más en socorro de Becerril, que suponían sitiada, todos los cuales partieron a las cuatro de la tarde llevando el pendón de la ciudad. Dos horas después, marcharon con el mismo objetivo 150 peones de Dueñas y 500 de Palencia.
Al pasar por Villaumbrales, el primer grupo recibió la noticia de la victoria del Condestable y suspendió la marcha, para luego devolver el pendón a la ciudad. Mientras tanto, en Becerril de Campos la represión comenzó a caer sobre los vencidos: varias ejecuciones se sucedieron al avance triunfal del condestable.

## Escaramuzas en Palacios de Meneses o Palacios de Campos
Después de este episodio, el 18 de abril el condestable entró sin dificultades en Palacios de Meneses y obligó a los vecinos a entregar sus armas y a aportillar la cerca. La guarnición comunera de 150 soldados abandonó la villa antes de su llegada, pero en la retirada se encontró con Juan de Acuña, al frente de cincuenta lanzas. De la escaramuza sesenta escopeteros resultaron muertos, y todo el resto sin excepción fue hecho prisionero. Pocos días después el condestable se reunió en Peñaflor de Hornija con el grueso de las tropas, las mismas que el 23 de abril asestarían una derrota definitiva a los comuneros en el episodio conocido como batalla de Villalar.

### Libros
- Pérez, Joseph (1977). La revolución de las Comunidades de Castilla (1520-1521). Siglo XXI de España Editores. ISBN 9788432302855.

- Fernández Martín, Luis (1979). El movimiento comunero en los pueblos de Tierra de Campos. Centro de Estudios e Investigación San Isidoro. ISBN 9788400044411.

- Danvila y Collado, Manuel (1898). Historia crítica y documentada de las Comunidades de Castilla, volumen III.. Colección de documentos, opúsculos, y antigüedades que publica la Real Academia de Historia; 35. Madrid: Memorial Histórico Español. OCLC 4782003.

- de Sandoval, Prudencio (1681). Historia de la vida y hechos del emperador Carlos V. Impreso por Geronymo Verdussen.

- Cebrá, Ernest Belenguer (2001). De la unión de coronas al Imperio de Carlos V. Sociedad Estatal para la Acción Cultural Exterior, S.A. ISBN 9788495146700.

### Publicaciones
- Rodríguez Salcedo, Severiano (1953). «Historia de las Comunidades Palentinas». Publicaciones de la Institución Tello Téllez de Meneses (10). ISSN 0210-7317.

- Datos: Q47516094